# 로베르토 비티엘로
로베르토 비티엘로(이탈리아어: Roberto Vitiello, 1983년 5월 8일, 이탈리아 스카파티 ~)는 이탈리아의 전 축구 선수이다.

## 클럽 경력
비티엘로는 파르마 소속으로 토르네오 디 비아레조에 참가하여 높은 평가를 받았고, 2002년 선수 생활을 시작했다. 그는 등번호 34번을 받았다.
세리에 C1의 체세나에 임대된 후, 그는 2003년 7월에 주세페 카르도네와 크리스티안 마조의 보상금의 일종으로 세리에 B의 비첸차로 임대되었다. 2004년 여름에 그의 완전 영입이 이루어졌다. 2006년 7월, 그는 세리에 B의 리미니로 이적하였다.
2010년 7월에 그는 세리에 B로 강등된 시에나로 3년 계약을 맺고 이적하였다.
2014년 1월 팔레르모로 팀을 옮겼다.

## 이탈리아 축구 스캔들
테르치는 2012년 8월 11일에 2011-12 이탈리아 축구 스캔들로 4년간 축구 활동 정지 처분을 받았다.